# Fernando Portari
Fernando Portari (Rio de Janeiro, 1968) é um tenor brasileiro.

## Carreira
Sua formação musical remonta às aulas com seu pai, Pedro Portari, no Rio de Janeiro. Estudou também piano com Zinaide Liggiero e encenação musical com Antonio Mercado. Em 1991, venceu o Concurso Lina Kubala e recebeu uma bolsa de estudos para a Hochschule für Musik Karlsruhe, na Alemanha, onde foi aluno do tenor brasileiro Aldo Baldin. Seu início italiano se deu no papel de Jaquino na ópera Fidelio no Teatro La Fenice de Veneza, onde, em 1999, retornou para cantar Riccardo na ópera Maria de Rohan de Donizetti. Em 2000, cantou La rondine no Teatro dell’Opera em Roma e o Stabat Mater de Rossini em Florença. Particiou de inúmeras montagens nos principais teatros de óperas em São Paulo, Rio de Janeiro, Manaus e Ribeirão Preto. Cantou de Carlos Gomes as óperas Il GUarany em Campinas e Condor no Festival de Ópera de Manaus. Apresentou-se ainda na ópera Des Grieux in Massenet de Manon na Staatsoper Unter den Linden em Berlim, sob regência de Daniel Baremboim. Cantou ainda La rondine no La Fenice, Anna Bolena e Gianni Schicchi no Teatro Massimo em Palermo, e La traviata na Staatsoper de Hamburgo. Nas últimas temporadas vem atuando regularmente nos principais teatros de ópera da Europa, tais como o Teatro alla Scala de Milão, e nas óperas de Colônia, Helsinki, Moscou, Paris, Munique e Varsóvia. Ao lado de Rosana Lamosa, é professor visitante do Curso de Música pela USP de Ribeirão Preto e gravou as canções para canto e piano de Gilberto Mendes com o pianista Rubens Ricciardi, num projeto Petrobrás/Centro Cultural São Paulo. Conquistou ainda vários prêmios, incluindo-se o melhor cantor de ópera do ano da APCA e o Prêmio Carlos Gomes, ambos em São Paulo.